# Ardi Liives
Ardi Liives (* 31. August 1929 in Tallinn; † 9. Dezember 1992 ebenda) war ein estnischer Schriftsteller.

## Leben und Werk
Ardi Liives wurde als Sohn des estnischen Komponisten und Violinisten Eero Liives (1892–1978) geboren. Er schloss 1953 sein Studium der Rechtswissenschaft an der Staatlichen Universität Tartu ab. Von 1953 bis 1962 war Liives als Journalist bei der Zeitung Õhtuleht beschäftigt.
Liives debütierte Mitte der 1940er Jahre auch als Schriftsteller. Bekannt wurde er vor allem als produktiver Autor von etwa dreißig Dramen.

„Liives’ Stücke spielen meistens in Kreisen der niedrigeren Intelligenz in der Stadt und handeln von kleinen Leuten; sie sind ausschließlich in der Gegenwart angesiedelt und ähneln sich teilweise sehr in ihrem Strickmuster, so dass die Kritik bald auf ihre Oberflächlichkeit hinwies und sich beeilte anzumerken, dass hier nur die Rede von mittelmäßigen Werken sei [...].“

Daneben erschienen von Ardi Liives einige Novellen, Romane, die Libretti zu den Operetten Aunult unistus (1955), Kuskil Montparnasse'il (1980) und Maskeraad Ungrus (1988) sowie zahlreiche Hörspiele. Einige Hörspiele wurden in deutscher Übersetzung in der DDR gesendet.
1980 wurde Liives der Juhan-Smuul-Preis verliehen.

## Werke (Auswahl)

### Dramen
- Robert Suur (1957)
- Uusaasta öö (1958)
- Sinine rakett (1959)
- Siinpool horisonti (1962)
- Viini postmark (1964; verfilmt 1967)
- Trepp (1964)
- Mürgi perenaine (1967)
- Monolisk (1969)
- Infarkt (1971)
- Suudlus enne koitu (1977)
- Lehti ühelt puult (enthält die Stücke Uusaasta öö, Trepp, Mürgi perenaine, Infarkt, Suudlus enne koitu; 1979)
- Lehti teiselt puult (enthält die Komödien Robert Suur, Viini postmark, Kallimast kallim, Monolisk, Maskeraad Ungrus; 1979)
- Madalrõhkkond (enthält die Stücke Siinpool horisonti, Millest vaikis prohvet, Madalrõhkkond, Need kauged ajad, Alati septembris, Avalik kiri, Missioon; 1989)

### Romane
- Retro (1981)
- Vastuarmastus (zwei Bände, 1982 und 1986)
- Aken vastu päikest (1988)

### Novellensammlungen
- Nullpäev ja tormipüha (1976)
- Ahvitapja ja heategija (1979)

### Hörspiele
- Viies kupee (1961)
- Täna raadioteatris (Sammelband, 1984)

Einige Hörspiele von Liives wurden ins Deutsche übersetzt und zwischen 1977 und 1983 im Radio der DDR inszeniert.